# Norman Dello Joio
Norman Dello Joio (Nova York, 24 de gener de 1913 - East Hampton, Nova York, 24 de juliol de 2008) fou un compositor estatunidenc d'ascendència italiana.
Aprengué orgue i composició amb el seu pare, seguint els estudis d'orgue amb Pietro Yon i composició a l'Institute of Musical Art, on va tenir per a mestre Gaston Dethier. Va ser mestre de capella en algunes esglésies i director musical d'una companyia de ballet. assolí el premi Pulitzer el 1957 i dues beques Guggenheim (1943-44). Fou professor de composició en el Sarah Lawrence College de Bronxville.
Com William Schumann, Samuel Barber, Aaron Copland i altres americans de la mateixa generació, era refractari a la postura avantguardista. Segons ell, la desorientació, la crisi, que significava realment el fet que cada compositor davant de cada nova obra hagués de plantejar-se forçosament nous problemes que obligant a la sensibilitat de l'auditor a afirmar-se i negar-se contínuament i en veure's obligat la immensa majoria de compositors a efectuar difícils equilibris dialèctics mancats de sinceritat, amb el fi de demostrar que només fins a cert punt segueixen fidels a la més acreditada tradició, demostren que, ja és hora de deixar de costat l'experimentació sistemàtica i expressar-se amb un llenguatge més humà.
És evident la seva voluntat d'humanitzar l'art i que donada la seva postura estètica, no pot servir-se d'enganys, sinó únicament de qualitat. En la seva obra es nota la influència del jazz, com per exemple, en Copland, i es distingeix de la d'altres autors nord-americans per la seva major cordialitat, que és la que precisament li permetia adaptar-se millor al tema religiós.
Citarem, de la seva abundant producció:

## Les òperes
- El triomf de Sant Joan (1949-50)
- The Ruby (1953)
- Blood Moon

## Els ballets
- Prairie (1942)
- Duke of Sacramento (1942)
- On Stage (1945)

## Peces simfòniques
- Sinfonietta (1941)
- Concet per a arpa (1942)
- American landscape (1944)

## Per a piano i orquestra
- Ricercare(1946),
- Variacions, xacona i final (1947), lletra de José Limón.
- Perfils de Nova York (1949)
- Concert per a clarinet (1949)

## Música de cambra
- Concertinos per a piano (1939)
- Concertinos per a flauta (1940)
- Concertinos per harmònica (1940)
- Dúo concertante per a dos pianos (1943)
- Sextet for 3 Recorders and Strings (1943)
- Dues sonates per a piano (1942-43)

## Peces vocals
- Vigil strange (1942), per a cor a cappella
- Magnificat (1943)
- L'estel de l'oest (1944)
- Salm d'en David (1950)
- Lamentació de Saül (1954)
- Meditacions envers l'Eclesiastès (1956) per a cors, solistes i orquestra.